# Santa Maria del Cedro
Santa Maria del Cedro ist ein Ort in der Provinz Cosenza in der italienischen Region Kalabrien mit 5074 Einwohnern (Stand 31. Dezember 2023).
Santa Maria del Cedro liegt 87 km nordwestlich von Cosenza.
Zu den Sehenswürdigkeiten zählen Reste des Castello di San Michele und eines Aquädukts aus der Zeit der Normannen.
Die Nachbargemeinden sind: Grisolia, Orsomarso, Scalea und Verbicaro.

## Wirtschaft
Die Gemeinde lebt vor allem vom Obstanbau. Die hier angebaute Zitronatzitrone besitzt eine geschützte Ursprungsbezeichnung.

## Gemeindepartnerschaft
Mit der tschechischen Gemeinde Dolní Benešov besteht eine Partnerschaft.